# Geelbandspikkeldikkopje
Het Geelbandspikkeldikkopje (Pyrgus sidae) is een vlinder uit de familie van de dikkopjes (Hesperiidae). De wetenschappelijke naam van de soort is voor het eerst gepubliceerd in 1784 door Eugen Johann Christoph Esper.

## Verspreiding
De soort komt voor in Frankrijk (vasteland), Spanje, Italië, Oekraïne, Europees- en Aziatisch-Rusland, Kroatië, Bosnië en Herzegovina, Servië, Montenegro, Kosovo, Noord-Macedonië, Albanië, Roemenië, Bulgarije, Griekenland, Europees- en Aziatisch-Turkije, Armenië, Azerbeidzjan, Iran en Tadzjikistan. 

## Biotoop
Het biotoop bestaat uit open grazige en bloemrijke steilranden en graslanden, rotsachtige erosiegeulen en hellingen. In Europa vliegt deze soort tussen 50 en 1750 meter hoogte (meestal boven 600 meter). In Armenië kan deze soort tot een hoogte van 2400 meter worden aangetroffen.

## Levenscyclus
De vlinder vliegt in één generatie. Vlak bij de kust in Noordoost-Griekenland vliegt deze vlinder van begin april tot mei. In overige delen van Europa van half mei tot eind juni en in Armenië vanaf begin juli tot half augustus.

## Waardplanten
De rups van deze soort leeft op Potentilla recta en Potentilla hirta (Rosaceae). De eieren worden tussen de meeldraden gelegd.

## Ondersoorten
- Pyrgus sidae sidae (Esper, 1784)
- Pyrgus sidae evansi (Alberti, 1957) (Kopet-Dag)
  - = Hesperia sidae evansi (Alberti, 1957)